# Первая берберийская война
Первая берберийская война (1801—1805), также известная как Триполитанская война — первый из двух конфликтов между Соединёнными Штатами Америки (на короткое время к ним присоединился небольшой шведский флот) и североафриканскими государствами Магриба (независимым султанатом Марокко и тремя вассалами Османской империи — Алжиром, Тунисом и Триполитанией).

## Исторический контекст
Рыцарский орден госпитальеров, заняв в 1309 году остров Родос, стал активно противодействовать средиземноморскому пиратству, внося таким образом посильный вклад в борьбу с Османской империей. После многомесячной осады острова в 1522 году рыцари были вынуждены покинуть Родос. В 1530 году император Священной Римской Империи Карл V пожаловал рыцарям остров Мальту, пытаясь защитить Рим от исламского вторжения. Новообразованный Мальтийский орден мгновенно развернул широкомасштабную войну с берберийскими пиратами и их сюзереном — Османской империей, сдерживая их по всему Средиземному морю. Начиная с XVII века и до 1798 года Мальта служила бастионом, защищающим Европу от всевозможных корсаров и пиратов из Алжира, Туниса, Триполитании и Марокко. Европейские государства, в свою очередь, признавая важную роль Ордена, старались поддерживать его материально и сохраняли с ним тёплые отношения.
Однако в 1798 году на пути в Египет Мальту неожиданно захватывает Наполеон. Не сумевшим защитить себя от этой внезапной атаки рыцарям пришлось покинуть укрепления острова. Таким образом, неожиданно исчезло одно из основных препятствий, сдерживавшее пиратов Варварского берега в течение нескольких столетий, чем они и не преминули воспользоваться.

## Непосредственные предпосылки
Алжир, Тунис и Триполитания, формально входившие в состав Османской империи, на самом деле уже с XVII века фактически были независимыми и заключали различные международные соглашения без участия Стамбула. Великобритании и Франции пришлось пойти на кое-какие уступки пиратам: комбинация дипломатии, демонстрации силы и ежегодных выплат вылилась в итоге в договор о том, что суда под Юнион Джеком и белым полотнищем Бурбонов могут, не опасаясь, курсировать по Средиземному морю (хотя на самом деле атаки всё же совершались, но гораздо реже).
Эти договоры напрямую касались и Америки — до 1776 года США оставались колонией Великобритании, а после объявления независимости, вступив в 1778 году в союз с Францией, пользовались теми же преимуществами, что и французы.
Но к 1783 году, с окончанием революции, Соединённым Штатам Америки пришлось самостоятельно озаботиться безопасностью своих торговых путей и граждан. Не имея средств и возможности обзавестись военно-морскими силами, достаточными для надёжной защиты средиземноморской торговли, новообразованное правительство США выбрало более прагматичный путь. В 1784 году Конгресс США выделил деньги на выплаты пиратам и уполномочил своих послов в Великобритании и Франции (Джона Адамса и Томаса Джефферсона) попытаться заключить мирные договоры с государствами Варварского берега. Однако запрошенная пиратами сумма была заметно больше, чем деньги, выделенные Конгрессом.
После этих новостей в Конгрессе США начались споры. С одной стороны — Джефферсон, считавший, что выплата дани мало поможет торговле и только вдохновит пиратов на новые атаки и требования. Возглавляемая им партия демократов-республиканцев уже давно придерживалась взглядов, что будущее США лежит в экспансии на запад, вглубь материка, а торговля в Атлантике грозит выкачиванием лишних денег из бюджета и развязыванием ненужных конфликтов в Европе. Джон Адамс же утверждал, что обстоятельства вынуждают США платить, по крайней мере до тех пор, пока не будет построен новый флот. В итоге США выплатили требуемую сумму Алжиру и продолжали платить вплоть до 1 млн долларов ежегодно в течение последующих 15 лет за право свободного прохода по Средиземному морю и за возвращение американских заложников, что составляло порядка 20 % от годового дохода США в конце 1790-х годов.
Джефферсон продолжал высказывать свою позицию касательно этого вопроса и дальше, и со временем к нему присоединились многие другие политики США, включая Джорджа Вашингтона. После того как в 1794 году США занялись реконструкцией своего флота, у Америки наконец появилась возможность отказаться платить дань.

## Объявление войны

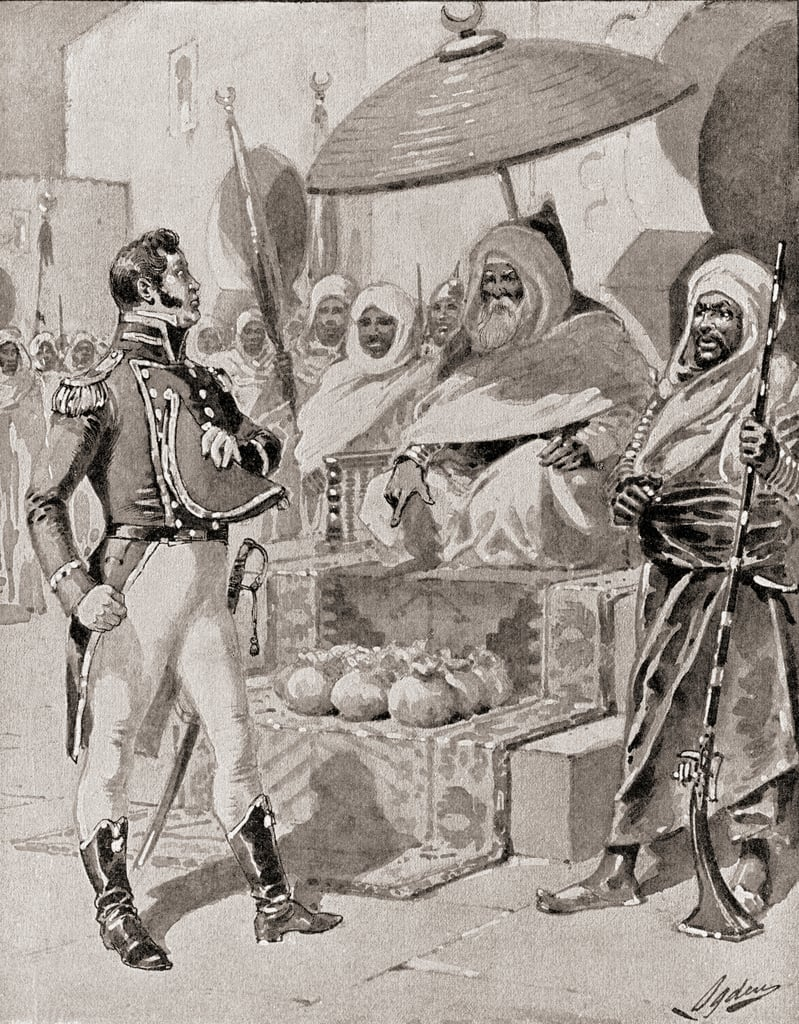
Капитан Уильям Бэйнбридж платит дань дею

В 1801 году к власти в США пришёл Томас Джефферсон, и сразу после его инаугурации триполийский паша́ Юсуф Караманли потребовал 225 тыс. долларов. Джефферсону наконец-то представился шанс ответить на эти требования отказом, что мгновенно повлекло за собой объявление войны. Формального обмена декларациями не было, Караманли объявил войну традиционным способом — срубил флагшток с американским флагом в посольстве. Марокко, Алжир и Тунис вскоре присоединились к своему союзнику.
В ответ Джефферсон отправил группу фрегатов для защиты интересов США в Средиземном море и оповестил об этом Конгресс. Хотя Конгресс не голосовал за объявление войны — в первую очередь потому, что она уже шла и не было необходимости формально её подтверждать, — тем не менее президенту были даны все необходимые полномочия для ведения боевых действий, а командующим «разрешалось захватывать любые корабли или грузы, принадлежащие триполийскому паше, и совершать любые акты агрессии, оправданные в условиях войны».
К тому времени как американские военные суда появились в Средиземном море, государства Варварского берега уже находились в состоянии войны со Швецией, которая пыталась блокировать их порты. Американцы приняли предложение о совместных действиях и присоединились к блокаде. Швеция же вскоре вышла из войны, освободив около сотни своих граждан в обмен на неизвестную сумму. Дальнейшее продолжение военных действий шведы посчитали бесполезным и дорогим удовольствием. Аналогичные настроения в тот момент царили и в США.

## Боевые действия

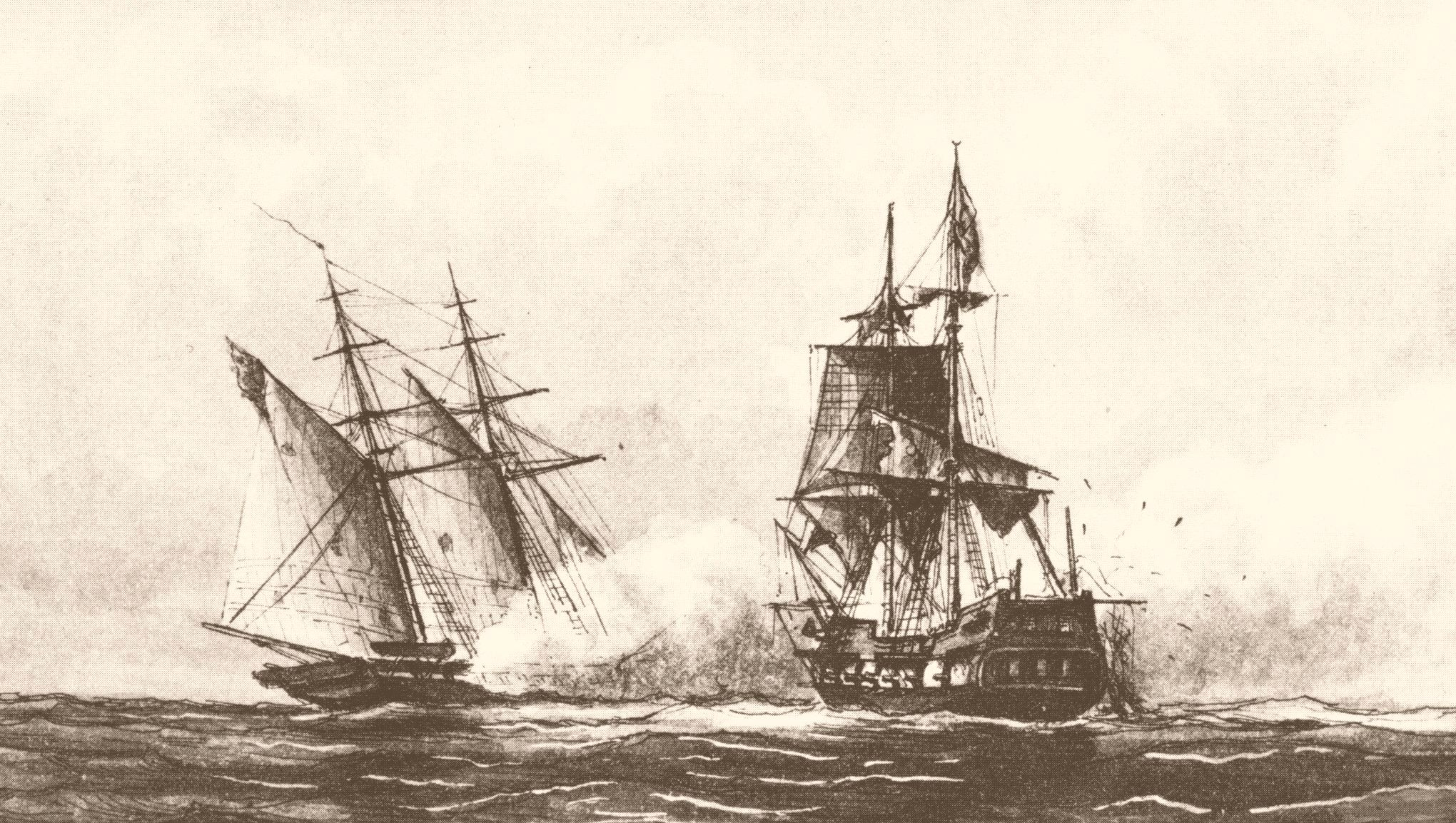
Сражение «Энтерпрайза» и «Триполи»

На начальном этапе войны столкновений было крайне мало — берберийские корсары избегали американских кораблей, и ситуация оставалась неразрешённой. Единственным серьёзным столкновением стал бой между фрегатом «Энтерпрайз» и триполийским корсаром «Триполи» в августе 1801 года. На следующий год Джефферсон решил усилить контингент и в течение года перенаправил в Средиземное море лучшие корабли флота, назначив командующим Эдварда Пребла. В 1803 году Пребл усилил блокаду портов, а также разрешил судам устраивать рейды прибрежных городов и перехватывать берберийские суда в море.
В октябре 1803 года триполийскому флоту удалось захватить целым и невредимым фрегат «Филадельфия», который сел на мель во время патрулирования Триполийской гавани. Американские моряки, находясь под постоянным обстрелом со стороны береговых батарей и триполийского флота, безуспешно пытались освободить корабль. Судно, экипаж и капитан Уильям Бэйнбридж были доставлены на берег и взяты в заложники. «Филадельфию» чуть позже поставили на якорь в гавани и превратили в артиллерийскую батарею.
Ночью 16 февраля 1804 года лейтенант Стивен Декейтер с небольшой группой моряков использовал незадолго до того захваченный триполийский кеч, чтобы, не поднимая тревоги, подплыть к самому борту «Филадельфии». Внезапной атакой люди Декейтера быстро обезвредили триполийских моряков, охранявших «Филадельфию», и подожгли корабль, так и не дав противнику возможности воспользоваться новоприобретённым судном. Эта смелая вылазка была увековечена в первых же строках гимна морской пехоты США, а лейтенант Стивен Декейтер стал одним из первых героев Америки после войны за независимость.

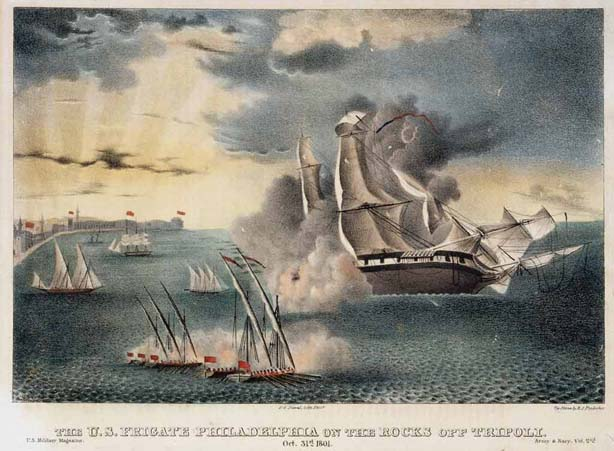
«Филадельфия» на мели неподалёку от Триполи, 1803 год

14 июля 1804 года Пребл решился атаковать сам город Триполи с моря. Кроме нескольких рейдов и бомбардировки города атака включала в себя эпизод с тем самым кечем, переименованным в USS Intrepid, который участвовал в вылазке на «Филадельфию». Загруженный взрывчаткой «Intrepid» предполагалось использовать, чтобы повредить гавань и большую часть триполийского флота, однако он был вовремя замечен и уничтожен пушечным огнём триполийских кораблей. Погиб капитан Ричард Сомерс и весь экипаж судна. Несмотря на отчаянные попытки, атака на Триполи закончилась безрезультатно.
Переломным же моментом в войне оказалась операция на суше — битва при Дерне (столица региона Киренаика) весной 1805 года. Уильям Итон, бывший консул США в Тунисе, пользуясь знанием региона, привлёк на свою сторону противника триполийского паши — Хамета Караманли. При помощи Хамета он собрал отряд из 200 христианских и 300 мусульманских наёмников. Далее последовал длительный пеший переход в 500 миль из Александрии в Дерну через Ливийскую пустыню, в ходе которого к нему присоединился небольшой отряд моряков под руководством Пресли О’Бэннона. Во время перехода неоднократно возникали трения между наёмниками разных вероисповеданий, иногда лишь чудом не переходившие в резню. 27 апреля 1805 года этот небольшой отряд, поддержанный с моря одним фрегатом, смог захватить стратегически важный город Дерна, открыв тем самым себе дорогу на Триполи.

## Мирный договор

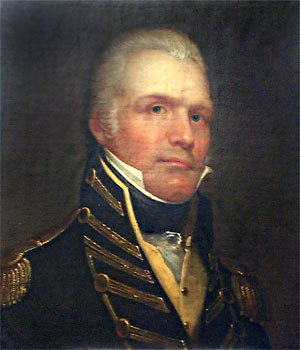
Уильям Итон. Портрет работы Рембрандта Пила

Сильно ухудшившаяся обстановка — измотанная длительной блокадой и рейдами экономика, непосредственная опасность, нависшая над Триполи после захвата Дерны, и претензии на трон смещённого ранее Хамета Караманли — вынудили триполийского пашу Юсуфа Караманли подписать договор о прекращении боевых действий 10 июня 1805 года. Первая берберийская война на этом завершилась, хотя сенат США одобрил договор только в 1806 году.
В результате договора США обязались выплатить 60 тыс. долларов за освобождение военнопленных (на момент подписания договора 300 американцев были пленниками в Триполи, и всего 100 триполийцев были в плену у армии США). Однако администрация Джефферсона провела чёткую границу между данью, которую платили раньше, и выкупом, который должны были заплатить теперь. Выкупить пленных, тем самым закончив войну, — на тот момент это казалось неплохим шагом. Хотя Уильям Итон, намеревавшийся продолжить атаку на Триполи и привести к власти Хамета Караманли, считал, что победа при Дерне стоила как минимум бесплатного обмена пленными, если не большего. Но в тот момент над Америкой уже нависла угроза войны с Великобританией из-за всё более ухудшающихся международных отношений, так что эти аргументы услышаны не были.
Первая берберийская война сильно подняла престиж армии и флота США. До этого момента было непонятно, насколько США готовы вести войну вдали от дома, да и вообще сражаться сплочённо, как американцы, а не граждане отдельных штатов, однако война расставила всё по местам.
Однако основная проблема — берберийское пиратство — так и осталась неразрешённой. Уже в 1807 году Алжир возобновил нападения на торговые суда США и захват американских граждан в заложники. Ответить на провокации не позволяла стремительно накалявшаяся международная обстановка, и только в 1815 году, во время Второй берберийской войны, эта проблема была решена.

## Память
В честь героев Первой берберийской войны — капитана Ричарда Сомерса, лейтенантов Джеймса Колдвелла, Стивена Декейтера, Генри Водсворса, Джозефа Израэли и Джона Дорси — был воздвигнут Триполитанский монумент (англ. The Tripoli Monument), изготовленный в Италии из каррарского мрамора и перевезённый в Америку на борту фрегата Constitution в 1806 году.
Именем Рубена Джеймса, который во время абордажа «Филадельфии» закрыл своим телом Декейтера, сумев благополучно отвести вражеский клинок в сторону, был назван американский эсминец USS Reuben James (DD-245). Корабль был потоплен в ходе Второй мировой войны.

## В кино
- «Триполи» (англ. Tripoli) — режиссёр Уилл Прайс (США, 1950). В центре сюжета костюмно-приключенческой картины — рейд американцев через Ливийскую пустыню на Дерну.